# Баннинг (аэропорт)
Муниципальный аэропорт Баннинг (англ. Banning Municipal Airport), (ИАТА: BNG, ИКАО: KBNG, FAA LID: BNG) — государственный гражданский аэропорт, расположенный в 1,6 километрах к юго-востоку от города Баннинг, округ Риверсайд (Калифорния), США.
Аэропорт главным образом обслуживает рейсы авиации общего назначения.

## Операционная деятельность
Муниципальный аэропорт Баннинг занимает площадь в 56 гектар, расположен на высоте 206 метров над уровнем моря и эксплуатирует одну взлётно-посадочную полосу:
- 8/26 размерами 1585 х 46 метров с асфальтовым покрытием.